# Lasy w Finlandii

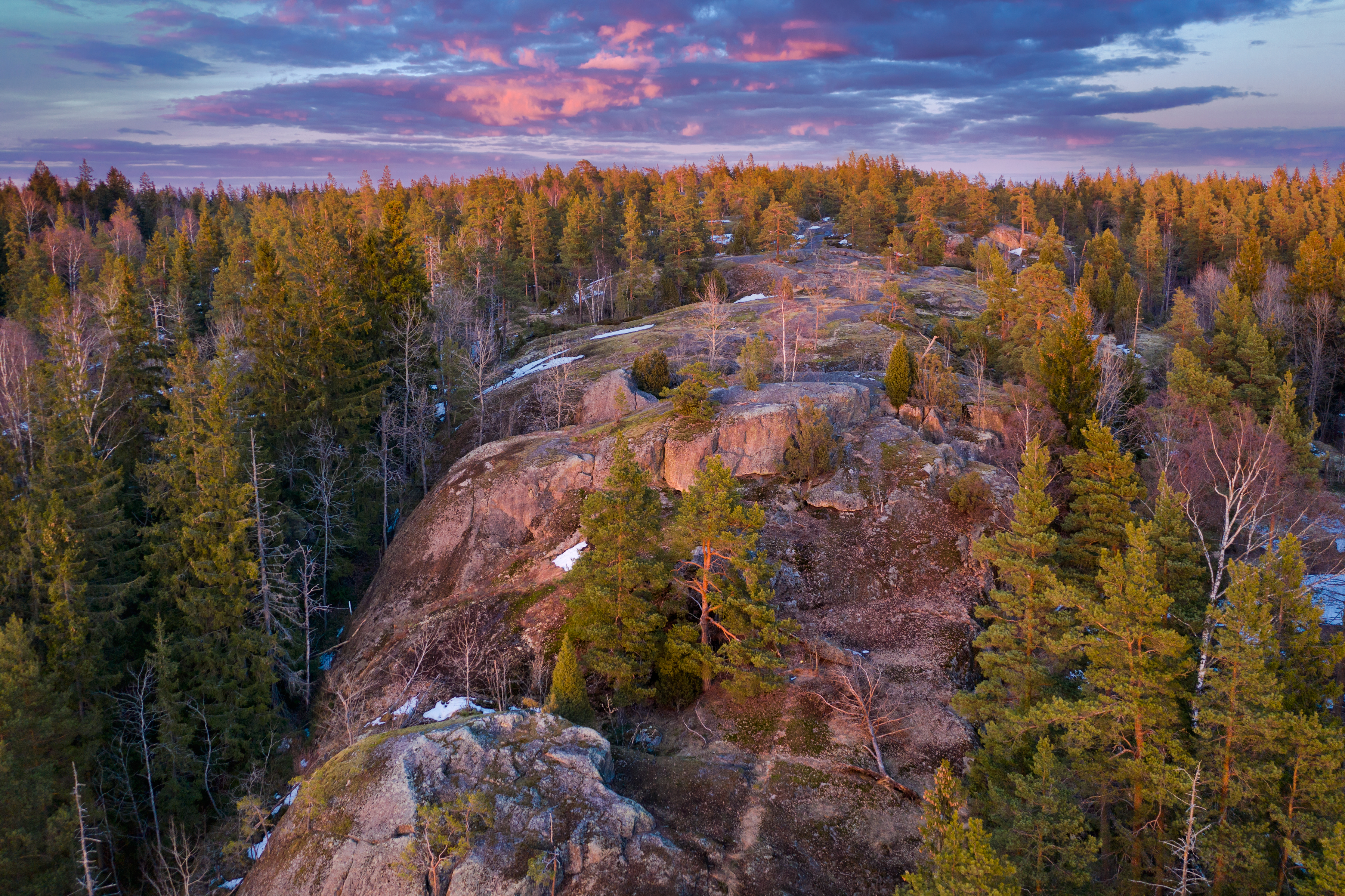
Las iglasty w Sotunki (2021)

Lasy Finlandii zajmują 69% powierzchni kraju, a więc około 232 550 km. 60% tego areału to lasy prywatne, 25% lasy państwowe, 10% lasy przedsiębiorstw leśnych i 5% inne lasy publiczne. Lasy Państwowe położone są głównie na północy kraju, na ubogich glebach torfowiskowych. W lasach dominuje sosna, bory sosnowe zajmują 65% powierzchni leśnej. Sosny fińskie i brzozy mają cieńsze gałęzie i bardziej smukłe pnie od polskich. Inne ważne gatunki to świerk 24% i brzoza 9%. Dużo jest również topól i osik. Inne liściaste występują rzadko. Najbardziej ceniony jest świerk, ze względu na swoją dużą produkcyjność, miąższość.
Lasy Finlandii są w dobrej kondycji. Tylko 11% drzew wykazuje jakikolwiek stopień defoliacji – uszkodzeń aparatu asymilacyjnego. W Polsce odpowiednia liczba wynosi 30%, a w Czechach nawet ponad 50%.
Przemysł drzewny to jedna z najważniejszych gałęzi przemysłu w Finlandii. Udział w produkcie krajowym brutto wynosi około 6%, a w sektorze leśnictwa zatrudnionych jest 4% pracujących Finów. Co roku pozyskuje się tu 65 mln m³ drewna, a roczna produkcja papieru wynosi 12,5 mln ton (2002 r.). Większość produktów drzewnych eksportuje się. Tak duża produkcja związana z drewnem wymaga zakładów o olbrzymich mocach produkcyjnych i takie tu istnieją, a największy znajduje się w mieście Vilppula.
Lasy państwowe to w dużej mierze parki narodowe, rezerwaty ptaków wodnych, rezerwaty starodrzewi i inne formy ochrony przyrody.
W Finlandii istnieje 40 parków narodowych. Największe znajdują się w Laponii i należą do nich:
- Park Narodowy Urho Kekkonena
- Park Narodowy Lemmenjoki